# Werner Eitle
Werner Eitle (* 5. Mai 1959 in Göppingen) ist ein deutscher Heilpädagoge/Sozialpädagoge und approbierter Kinder- und Jugendlichenpsychotherapeut.

## Leben und Wirken
Nach der Mittleren Reife absolvierte Werner Eitle eine Ausbildung zum staatl. anerkannten Erzieher an der Katholischen Fachschule für Sozialpädagogik in Stuttgart. Während dieser Zeit war er maßgebend an der Gründung des (noch heute bestehenden) Aktivspielplatzes Göppingen-Ursenwang beteiligt. Nach der Wehrpflicht (1981–1982) studierte Werner Eitle Heilpädagogik im Hauptfach an der Katholischen Fachhochschule für Sozialpädagogik in Freiburg im Breisgau.
Danach leitete er einige Jahre das Kinderheim Haus Dorothee in Heidenheim an der Brenz, unter der Trägerschaft des Diözesancaritasverbandes Rottenburg-Stuttgart. Die Einrichtung wurde von ihm von einem Pflegenest in ein Heilpädagogisches Kinder- und Jugendheim umgewandelt.
1991 ging Werner Eitle als Fachlehrer u. a. für Heil-, Heimpädagogik sowie Praxis- und Methodenlehre an die Fachakademie für Sozialpädagogik Dillingen des Schulwerks der Diözese Augsburg. Seit dem Schuljahr 2003/2004 ist der Heilpädagoge stellvertretender Schulleiter der konfessionell gebundenen Ausbildungsstätte und noch (seit 1985) Lehrbeauftragter an der Dualen Hochschule Baden-Württemberg Heidenheim (Studienbereich Sozialwesen). Zusätzlich arbeitete er von 1991 bis 2003 als selbständig behandelnder Heilpädagoge in eigener Praxis. Von 1992 bis 1998 wurde er vom Berufsverband der Heilpädagogen in den Ausschuss "freie Praxen" berufen. Zudem war Werner Eitle von 1992 bis 2000 erster Landessprecher der freien Praxen in Baden-Württemberg. Mit dem Schuljahr 2010/2011 übernahm Werner Eitle die Leitung der Fachakademie für Sozialpädagogik Dillingen. Er ist der erste weltliche Schulleiter dieser ehemaligen klösterlichen Gründung. 2015 war er Teilnehmer an einem von der Bayerischen Landeszentrale für politische Bildung organisierten Reise für Lehrkräfte an beruflichen Schulen nach Israel. Neben einem Austausch mit israelischen Bildungseinrichtungen wurden die Teilnehmer in Yad Vashem zum Holocaust Teacher fortgebildet. Seit September 2022 ist Werner Eitle im Ruhestand.
Von 2015 bis Juni 2020 war Werner Eitle im Vertretungsgremium (Kirchengemeinderat) der katholischen Kirchengemeinde St. Petrus und Paulus in Gerstetten ehrenamtlich tätig. In dieser Funktion brachte er sich auch im dortigen Kindergartenausschuss ein. Zuletzt hat er die Kirchengemeinderatswahl 2020 in der Diözese Rottenburg Stuttgart für die katholische Kirchengemeinde Gerstetten als Wahlvorstand mitorganisiert und mitverantwortet. Nach einer Fortbildung bringt er sich derzeit als Moderator im kirchlichen Kontext in der Diözese Rottenburg Stuttgart ein.
Werner Eitle ist Autor einiger Fachbücher und verfasste viele Aufsätze für sozial-/heilpädagogische Fachzeitschriften, ebenso mehrere online-Beiträge (z. B.). Sein publizistischer Schwerpunkt liegt auf dem Gebiet der Heilpädagogik, die er wie folgt definiert:
Heilpädagogik ist eine wissenschaftliche Disziplin der Pädagogik. Sie beschäftigt sich in Theorie und Praxis mit Menschen, deren Entwicklung unter erschwerten Bedingungen verlaufen... Dabei bedient sich die Heilpädagogik anderer Wissenschaften. Sie ist daher vorwiegend eine eklektische (Ideen anderer verwendende, auswählende) Disziplin... Als in vielen Fällen therapeutische Hilfe entspricht die Heilpädagogik daher der griechischen Bedeutung des Wortes Therapie im Sinne von jemanden begleiten, pflegen (Eitle 2003, S. 8).
Mit seiner erfolgreichen und kompetenten Publikation Basiswissen Heilpädagogik wollte der Autor ganz sicher nicht andere Standardwerke der Heilpädagogik ablösen – aber ergänzen. Deswegen setzt sich Werner Eitle sehr umfassend mit der Fachwissenschaft Heilpädagogik auseinander; dabei bezieht er die Nachbardisziplinen der Heilpädagogik, wie z. B. die Medizin, Psychologie, Soziologie, Theologie, die Neuro- und Rechtswissenschaften sinnvoll mit ein und macht auf die eklektischen Auswirkungen aufmerksam... Er setzt sich kritisch aber pragmatisch mit dem Berufsbild auseinander, wobei ihm die Beschreibung der Vielfältigkeit des Betätigungsfeldes in der Heilpädagogik als einen echten Kenner der Szene ausweist (Lemke  2008, S. 34).
Werner Eitle, Vater von drei Kindern, ist Mitglied in folgenden Vereinigungen: Landespsychotherapeutenkammer Bayern, Berufs- und Fachverband Heilpädagogik e. V. und International Froebel Society Deutschland.

## Werke (Auswahl)
- Projektorientierte Angebote im Heim – Bau eines Indianerkanus, in: Zeitschrift für Erlebnispädagogik 1991/H. 5/6, S. 48–58
- Durch Wald und Flur. Das Abenteuer beginnt hinter der Haustür, in: Zeitschrift für Erlebnispädagogik 1992/H. 12, S. 43–44
- Computerspiele?, in: Jugendwohl 1992/H. 8, S. 12–15
- Kopf, Herz, Hand: Johann Heinrich Pestalozzi 1746–1827, in: Jugendwohl 1996/H. 4, S. 226–231
- Heilpädagogik von 1861 bis 1996, in: Jugendwohl 1997/H. 2, S. 62–68
- Vom Zögling zum Kunden, in: Jugendwohl 1998/H. 11, S. 520–529
- "Interview" mit Maria Montessori und Friedrich Fröbel, in: heilpaedagogik.de 2002/H. 3, S. 28–29
- ADHS – Grundwissen und Hilfen für Kindergarten, Schule, Hort und Heim, Donauwörth 2006 (als E-Book 2016 erschienen)
- Basiswissen Heilpädagogik, Troisdorf 2003 (4. Auflage 2016)
- Wir sind noch lange keine Gruppe...: Einführung in die Gruppen- und Teamarbeit. Grundwissen und Anregungen für Verantwortliche in der Sozialpädagogik, in Schule, Vereinen, Organisationen, Saarbrücken 2011
- Spracherziehung in Kindertagesstätten, München 2013
- Inklusion durch Teilhabe: Sozialpolitische Gedanken, Taschenbuch (übersetzt in 6 europäische Sprachen), AV-Akademikerverlag März 2023,
- Zeitfragmente: Ein historischer Rückblick auf die Ausbildungszeit im Kindergärtnerinnenseminar in Dillingen/d, von 1929 - 1950,  AV-Akademikerverlag Mai 2023

## Auszeichnung
- 1998: Verdienstmedaille der Berufsakademie Heidenheim (für langjährige Tätigkeit als Dozent und Prüfer)